# BLS Fb 5/7
Die Fb 5/7 waren 13 elektrische Lokomotiven der Berner Alpenbahn-Gesellschaft Bern–Lötschberg–Simplon (BLS), die 1913 von SLM, MFO und BBC entwickelt und gebaut wurden. Sie waren bei der Ablieferung die stärksten Elektrolokomotiven der Welt. Mit der kurz darauf beschlossenen Einführung der neuen Bezeichnungen für elektrische Lokomotiven wurde die Bezeichnung in  Be 5/7 geändert.

## Geschichte

### Versuchslokomotiven und Pflichtenheft
Nach den Versuchen der MFO mit dem elektrischen Bahnbetrieb auf der Strecke Seebach–Wettingen beschloss die BLS ihre Bergstrecke mit 15 kV 16⅔ Hz zu elektrifizieren – die erste große Elektrifizierung mit diesem Stromsystem. Damit Fahrzeuge vorgängig erprobt werden konnten, wurde die Strecke Spiez–Frutigen mit Fahrdraht überspannt, so dass drei Triebwagen und zwei Lokomotiven erprobt werden konnten.
Für die Versuche standen die folgenden Lokomotiven zur Verfügung:
| Bezeichnung bei Ablieferung | Bezeichnung später | Hersteller  | Achsformel | Technik                      | Vorgesehener Einsatz | Bild |
| --------------------------- | ------------------ | ----------- | ---------- | ---------------------------- | -------------------- | ---- |
| Fb 2x2/3 101                | keine              | Krauss, AEG | 1’B+B1’    | Repulsionsmotoren            | Schnellzüge          |      |
| Fc 2x3/3 121                | Ce 6/6 121         | SLM, MFO    | C’–C’      | Einphasen-Reihenschlussmotor | Güterzüge            |      |

Nach den ersten Versuchsfahrten zeigte sich schnell, dass die Lokomotive von AEG zwar einen guten Kurvenlauf hatte, dafür oft heisse Blindwellenlager bekam. Ausserdem hatte die Lok eine zu hohe Achslast und benötigte bei der Anfahrt eine hohe Scheinleistung. Sie wurde deshalb als untauglich erklärt und wieder an den Hersteller zurückgegeben. Die Lok der MFO bewährte sich aus elektrischer Sicht, hatte aber schlechte Laufeigenschaften.

### Pflichtenheft und Bau
Auf Grund der Eigenschaften der Fc 2x3/3 wurde beschlossen, statt zwei verschiedenen Lokomotivtypen für Schnell- und Güterzüge einen einzigen Typ für beide Aufgaben zu bestellen, womit erstmals der Weg zur Universallokomotive beschritten wurde. Die Lokomotive sollte in der Lage sein, einen 330-Tonnen-Zug mit 50 km/h auf der 27-‰-Rampe zu ziehen. Die Leistung sollte mindestens 2500 PS betragen – ein Fünftel mehr als bei der Probelokomotive Fc 2x3/3. Die Höchstgeschwindigkeit sollte 75 km/h betragen.
Das Fahrwerk sollte nicht mehr aus Drehgestellen bestehen, weil diese für den unruhigen Lauf der Fc 2x3/3 verantwortlich gemacht wurden. Stattdessen sollte eine Rahmenkonstruktion mit Laufachsen eingesetzt werden, wobei mindestens fünf Triebachsen vorzusehen waren, damit die Zugkraft der Lok auf die Schienen gebracht werden konnte. Um die Laufeigenschaften zu verbessern, wurde die Lok zusätzlich mit Vorlaufachsen ausgerüstet. Die Lokomotiven wurden ohne Prototyp gleich in Serie gebaut. Zu den bereits an der Fc 2x3/3 beteiligten Firmen SLM und MFO kam BBC als Hersteller von elektrischen Ausrüstungsteilen hinzu, damit die Lieferzeit verkürzt werden konnte.

### Einsatz
Die erste Lokomotive wurde am 10. April 1913 in Spiez abgeliefert, weitere Lokomotiven folgten, so dass am 15. Juli 1913 bei der Eröffnung der Strecke durch den Lötschbergtunnel zwölf Lokomotiven zur Verfügung standen. Bis zur Ablieferung der stärkeren Ae 6/8 im Jahre 1926 waren die Be 5/7 die einzigen auf der Bergstrecke eingesetzten Lokomotiven. 1942/43 wurden bei einigen Lokomotiven die Höchstgeschwindigkeiten durch kleine Verbesserungen auf 80 km/h angehoben, wobei diese Lokomotiven Nummern von 161 an aufwärts erhielten. Die Lok 151 wurde 1940/41 auf vier Motoren umgebaut, das Getriebe wurde verändert und die Höchstgeschwindigkeit auf 90 km/h erhöht, sie wurde zur Ae 5/7 171 umgezeichnet.
Mit der Ablieferung der Ae 4/4 wurden die Lokomotiven mehr und mehr in den Güterverkehr abgedrängt, und als die Re 4/4 auftauchten wurde die letzte Be 5/7 verschrottet.
Seit 1959 ist die Be 5/7 161 im Verkehrshaus der Schweiz erhalten. Die Lokomotive trug ursprünglich die Nummer 155, wurde aber mit der Erhöhung der Geschwindigkeit zur 161 umgezeichnet. In der Ausstellung ist sie mit der Nummer 151 als erste Lokomotive ihrer Serie ausgestellt.

## Technik

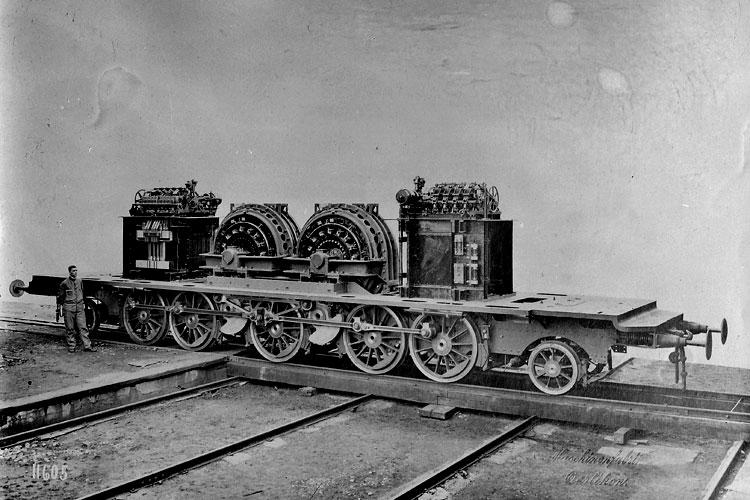
Fahrgestell der Fb 5/7 mit aufgebauten Fahrmotoren und Transformatoren

Auf dem Rahmen waren in der Mitte zwei Fahrmotoren montiert. Jeder der 16-poligen Motoren wog 14 Tonnen und hatte einen ihm zugeordneten Transformator mit 12 Anzapfungen, der neben dem Motor aufgestellt war. Der Stufenschalter schaltete die Transformatoren in der Weise, dass die Spannung an den Fahrmotorklemmen abwechslungsweise für Fahrmotor 1 und Fahrmotor 2 anstieg, so dass 24 Fahrstufen entstanden. Um Zugkraftunterbrüche zwischen den einzelnen Fahrstufen zu vermeiden, war der Stufenschalter zur Vermeidung von Kurzschlüssen mit Drosselspulen zur Strombegrenzung während des unterbrechungsfreien Umschaltvorganges versehen. Die Lokomotiven verfügten über keine elektrische Bremse. Die Isolation der Transformatoren musste nachgebessert werden, nachdem es zu mehreren Überschlägen durch von Schaltvorgängen ausgelösten Überspannungen im Fahrleitungsnetz kam.
Unter den Motoren lagen die beiden Blindwellen, die über Getriebe von Citroën mit einem Übersetzung von 1:2,23 angetrieben wurden. Die Blindwellen waren anfänglich über ein Stangendreieck mit der mittleren Treibachse verbunden, die wiederum mit Kuppelstangen mit den vier weiteren angetriebene Achsen verbunden waren. Das Stangendreieck war den Antriebskräften nicht gewachsen und brach sehr oft, so dass es zuerst verstärkt wurde und schliesslich durch ein Gussteil ersetzt wurde. Die mittlere Triebachse war seitenverschiebbar ausgeführt, die Laufachsen bildeten zusammen mit der benachbarten Treibachse ein Krauss-Helmholtz-Gestell.
Wie bereits die Fc 2x3/3 hatten die Fb 5/7 ein batteriegestütztes Steuerstromnetz. Die Ladung der Batterie erfolgte während des Betriebs der Lok durch eine Umformergruppe.